# 스티브 월시
스티브 월시(영어: Steve Walsh, 1951년 6월 15일 ~ )는 프로그레시브 록 밴드 캔자스의 오랜 멤버로서의 작업으로 가장 잘 알려진 미국의 가수, 음악가, 작곡가이다. 그는 2014년 밴드에서 탈퇴했다. 그는 캔자스에서 가장 잘 알려진 네 개의 히트곡 〈Carry On Wayward Son〉, 〈Dust in the Wind〉, 〈Point of Know Return〉, 그리고 마지막 두 곡을 공동 작사, 작곡한 〈All I Wanted〉에서 리드를 부른다.

## 경력
월시는 캔자스에 합류하기 전 여러 지역 그룹에 속해 있었는데, 특히 화이트 클로버 그룹은 나중에 다른 밴드와 합병하여 캔자스를 만들었다. 화이트 클로버는 자주 투어를 하고 사운드를 발전시켰다. 그들은 캔자스라고도 불리는 다른 지역 밴드와 합병하여 캔자스라는 이름으로 돈 커슈너의 레이블과 계약을 맺었다.
월시가 밴드 활동을 하는 동안, 캔자스는 1976년에 발매한 《Leftoverture》와 1977년에 발매한 《Point of Know Return》이라는 두 개의 상업적으로 성공한 음반을 녹음했다. 캔자스와 함께 월시는 12장의 스튜디오 음반과 6장의 라이브 음반, 그리고 수많은 싱글을 발매했다. 그는 지금까지 세 장의 솔로 음반을 발매했다. 1978년에 그는 캔자스 드러머 필 에하트와 함께 스티브 해킷의 두 번째 솔로 음반인 《Please Don't Touch》에서 연주하도록 초대받았다. 그는 LP의 두 곡인 〈Narnia〉와 〈Racing in A〉에서 노래했다. 해킷은 〈Narnia〉를 싱글로 발매했지만, 월시의 경영진은 해킷이 캔자스 팬들에게 트랙이 새로운 캔자스 발매인 것으로 믿게끔 혼동하지 않도록 다른 보컬리스트와 함께 트랙을 다시 자를 것을 주장했다. 존 페리는 싱글 발매 버전의 〈Narnia〉 보컬을 불렀다.

## 음반 목록

### 솔로
- Schemer-Dreamer (1980)
- Glossolalia (2000)
- Shadowman (2005)
- Dark Day & Faule Dr Roane (single releases available only via MP3 download) (2007)
- Black Butterfly (2017)

### 캔자스
- Kansas (1974)
- Song for America (1975)
- Masque (1975)
- Leftoverture (1976)
- Point of Know Return (1977)
- Monolith (1979)
- Audio-Visions (1980)
- Power (1986)
- In the Spirit of Things (1988)
- Freaks of Nature (1995)
- Always Never the Same (1998)
- Somewhere to Elsewhere (2000)